# Liste des métropoles du Massachusetts
Cet article donne une Liste des métropoles du Massachusetts aux États-Unis.
Une région (ou aire) métropolitaine aux États-Unis se définit par une approche fonctionnelle et non comme en Europe par une approche historique. Elle consiste en un noyau de comtés urbanisés auquel sont rattachés d'autres comtés contigus sur des critères basés sur le degré d'intégration économique et social (la région métropolitaine prend le nom de la ou des villes les plus importantes incluses dans ce noyau).
| Rang | Métropole                          | Population recensement 2010 | Aires concernées |
| ---- | ---------------------------------- | --------------------------- | --- |
| 1    | Aire métropolitaine de Boston      | 4 552 402                   | dans le Massachusetts : les comtés de Middlesex, d'Essex, de Suffolk, de Norfolk et de Plymouth dans le New Hampshire : les comtés de Rockingham et de Strafford |
| 2    | Aire métropolitaine de Providence  | 1 600 852                   | voir la composition détaillée dans Rhode Island |
| 3    | Aire métropolitaine de Worcester   | 798 552                     | dans le Massachusetts : le comté de Worcester |
| 4    | Aire métropolitaine de Springfield | 692 942                     | dans le Massachusetts : les comtés de Hampden, de Franklin et de Hampshire                                                                                       |
| 5    | Aire métropolitaine de Barnstable  | 215 888                     | dans le Massachusetts : le Comté de Barnstable |
| 6    | Aire métropolitaine de Pittsfield  | 131 219                     | dans le Massachusetts : le Comté de Berkshire |

## Autres regroupements
- Les aires métropolitaines de Boston, de Providence et de Worcester font partie de la mégapole du Grand Boston : 7 559 060 habitants
- BosWash : Mégalopole de la Côte-Est allant de Boston à Washington : 52 332 123 habitants